# Castillo de Waldstein
El Castillo de Waldstein (en alemán: Waldsteinburg), también llamado Rotes Schloss (el Castillo Rojo o Palacio Rojo, es un castillo en ruinas en la cima de la Großer Waldstein en las montañas de Fichtelgebirge de Baviera, al sur de Alemania. Es conocido igualmente como el Westburg ("castillo del oeste") para distinguirlo de las ruinas antiguas del Ostburg ("castillo del este").
El anterior Westburg, registrado por primera vez en 1350, se construyó para sustituir a los antiguos Ostburg, que ya no cumplían con los requisitos para una fortificación defensiva. Sus constructores y propietarios fueron los caballeros de Sparneck.